# Fabrikmester
Fabrikmester er en tidligere betegnelse for den øverste tekniske leder på Orlogsværftet under Søværnet. Stillingen oprettedes 1692 og besattes med den i udlandet uddannede Ole Judichær, der var den første danske mand, som lagde virkelig videnskabelige principper til grund for skibskonstruktionen. Efter Judichærs afgang ansattes kaptajnløjtnant Knud Nielsen Benstrup som fabrikmester 1729 og efter denne en række fremragende mænd: Diderich de Thurah, Laurent Barbé (uden titel af fabrikmester), Andreas Gerner (ditto), Henrik Gerner, Frederik Michael Krabbe, Ernst Wilhelm Stibolt og Frantz Hohlenberg, der fra midten af det 18. århundrede bragte skibsbygningen ind i et fast spor til gavn for vor flådes udvikling. 1855 ophævedes stillingen, der nærmest svarede til den, som direktøren for skibbygning og maskinvæsen nu beklæder.